# Női 400 méteres gátfutás a 2020. évi nyári olimpiai játékokon
A 2020. évi nyári olimpiai játékokon az atlétika női 400 méteres gátfutás versenyszámát 2021. július 31–augusztus 4. között rendezték a tokiói olimpiai stadionban. Az aranyérmet az amerikai Sydney McLaughlin nyerte új világcsúccsal, saját korábbi rekordját megjavítva.
A kvalifikáció során 55,40 másodperc volt a szintidő.

## Rekordok
A versenyt megelőzően a következő rekordok voltak érvényben:
| Világrekord     | Sydney McLaughlin (USA) | 51,90 | Eugene (Oregon), Amerikai Egyesült Államok | 2021. június 27.    |
| Olimpiai rekord | Melaine Walker (JAM)    | 52,64 | Peking, Kína                               | 2008. augusztus 20. |

A döntőben új világcsúcs született:
| Világrekord     | Sydney McLaughlin (USA) | 51,46 | Tokió, Japán | 2021. augusztus 4. |
| Olimpiai rekord | Sydney McLaughlin (USA) | 51,46 | Tokió, Japán | 2021. augusztus 4. |

## Eredmények
Az időeredmények másodpercben értendők. A rövidítések jelentése a következő:
| - WR: világrekord - OR: olimpiai rekord - AR: kontinens rekord - NR: országos rekord | - PB: egyéni legjobb eredménye - SB: 2021-ben az addigi legjobb eredménye - DNS: nem indult a futamon - DNF: nem ért célba |

### Előfutamok
Minden előfutam első négy helyezettje automatikusan az elődöntőbe jutott. Az összesített eredmények alapján további négy versenyző jutott az elődöntőbe.
1. előfutam
| H  | Pálya | Név                | Nemzet                 | Reakcióidő | E     | Mj    |
| -- | ----- | ------------------ | ---------------------- | ---------- | ----- | ----- |
| 1. | 9     | Viktorija Tkacsuk  | Ukrajna (UKR)          | 0,256      | 54,80 | Q     |
| 2. | 3     | Melissa González   | Kolumbia (COL)         | 0,146      | 55,32 | Q, NR |
| 3. | 7     | Anna Cockrell      | Egyesült Államok (USA) | 0,213      | 55,37 | Q     |
| 4. | 8     | Sage Watson        | Kanada (CAN)           | 0,176      | 55,54 | Q     |
| 5. | 6     | Yadisleidy Pedroso | Olaszország (ITA)      | 0,186      | 55,57 | q, SB |
| 6. | 5     | Amalie Iuel        | Norvégia (NOR)         | 0,129      | 55,65 | q     |
| 7. | 2     | Aminat Yusuf Jamal | Bahrein (BRN)          | 0,208      | 55,90 | SB    |
| 8. | 4     | Hanne Claes        | Belgium (BEL)          | 0,174      | 56,38 | SB    |

2. előfutam
| H  | Pálya | Név               | Nemzet               | Reakcióidő | E     | Mj     |
| -- | ----- | ----------------- | -------------------- | ---------- | ----- | ------ |
| 1. | 2     | Anna Rizsikova    | Ukrajna (UKR)        | 0,191      | 54,56 | Q      |
| 2. | 7     | Janieve Russell   | Jamaica (JAM)        | 0,159      | 54,81 | Q      |
| 3. | 9     | Paulien Couckuyt  | Belgium (BEL)        | 0,182      | 54,90 | Q, NR  |
| 4. | 8     | Linda Olivieri    | Olaszország (ITA)    | 0,130      | 55,54 | Q, =PB |
| 5. | 6     | Viivi Lehikoinen  | Finnország (FIN)     | 0,155      | 55,67 |        |
| 6. | 3     | Noelle Montcalm   | Kanada (CAN)         | 0,197      | 55,85 | SB     |
| 7. | 5     | Meghan Beesley    | Nagy-Britannia (GBR) | 0,165      | 55,91 |        |
| 8. | 4     | Chayenne da Silva | Brazília (BRA)       | 0,165      | 57,55 |        |

3. előfutam
| H  | Pálya | Név                 | Nemzet                 | Reakcióidő | E     | Mj        |
| -- | ----- | ------------------- | ---------------------- | ---------- | ----- | --------- |
| 1. | 5     | Sydney McLaughlin   | Egyesült Államok (USA) | 0,180      | 54,65 | Q         |
| 2. | 7     | Gianna Woodruff     | Panama (PAN)           | 0,268      | 55,49 | Q         |
| 3. | 9     | Sara Slott Petersen | Dánia (DEN)            | 0,161      | 55,52 | Q         |
| 4. | 8     | Quách Thị Lan       | Vietnám (VIE)          | 0,150      | 55,71 | Q, SB     |
| 5. | 3     | Eleonora Marchiando | Olaszország (ITA)      | 0,166      | 56,82 |           |
| 6. | 4     | Marija Mikolenko    | Ukrajna (UKR)          | 0,200      | 57,86 | TR 16.5.3 |
| —  | 6     | Leah Nugent         | Jamaica (JAM)          | 0,240      | DQ    | TR 17.3.1 |
| _  | 2     | Jessie Knight       | Nagy-Britannia (GBR)   | 0,160      | DNF   |           |

4. előfutam
| H  | Pálya | Név              | Nemzet                        | Reakcióidő | E     | Mj      |
| -- | ----- | ---------------- | ----------------------------- | ---------- | ----- | ------- |
| 1. | 8     | Femke Bol        | Hollandia (NED)               | 0,194      | 54,43 | Q       |
| 2. | 7     | Tia-Adana Belle  | Barbados (BAR)                | 0,166      | 55,69 | Q, SB   |
| 3. | 3     | Wenda Nel        | Dél-afrikai Köztársaság (RSA) | 0,194      | 56,06 | Q       |
| 4. | 5     | Jessica Turner   | Nagy-Britannia (GBR)          | 0,186      | 56,83 | Q       |
| 5. | 6     | Sarah Carli      | Ausztrália (AUS)              | 0,167      | 56,93 | SB      |
| 6. | 9     | Yasmin Giger     | Svájc (SUI)                   | 0,165      | 57,03 |         |
| —  | 2     | Ronda Whyte      | Jamaica (JAM)                 | —          | DQ    | TR 16.8 |
| —  | 4     | Sparkle McKnight | Trinidad és Tobago (TTO)      | —          | DNS   | —       |

5. előfutam
| H  | Pálya | Név                | Nemzet                 | Reakcióidő | E     | Mj    |
| -- | ----- | ------------------ | ---------------------- | ---------- | ----- | ----- |
| 1. | 3     | Dalilah Muhammad   | Egyesült Államok (USA) |            | 53,97 | Q     |
| 2. | 5     | Carolina Krafzik   | Németország (GER)      | 0,189      | 54,72 | Q, PB |
| 3. | 9     | Lea Sprunger       | Svájc (SUI)            | 0,186      | 54,74 | Q, SB |
| 4. | 8     | Joanna Linkiewicz  | Lengyelország (POL)    | 0,130      | 54,93 | Q, PB |
| 5. | 6     | Zurian Hechavarría | Kuba (CUB)             | 0,181      | 54,99 | q, PB |
| 6. | 7     | Emma Zapletalová   | Szlovákia (SVK)        | 0,166      | 55,00 | q     |
| 7. | 2     | Line Kloster       | Norvégia (NOR)         | 0,151      | 56,45 |       |
| 8. | 4     | Loubna Benhadja    | Algéria (ALG)          | 0,200      | 57,19 | PB    |

### Elődöntők
Qualification Rules: First 2 in each heat (Q) and the next 2 fastest (q) advance to the Final
1. elődöntő
| H  | Pálya | Név              | Nemzet                 | Reakcióidő | E     | Mj |
| -- | ----- | ---------------- | ---------------------- | ---------- | ----- | -- |
| 1. | 7     | Dalilah Muhammad | Egyesült Államok (USA) | 0,186      | 53,30 | Q  |
| 2. | 6     | Janieve Russell  | Jamaica (JAM)          | 0,151      | 54,10 | Q  |
| 3. | 5     | Paulien Couckuyt | Belgium (BEL)          | 0,164      | 54,47 | NR |
| 4. | 4     | Carolina Krafzik | Németország (GER)      | 0,172      | 54,96 |    |
| 5. | 8     | Sage Watson      | Kanada (CAN)           | 0,163      | 55,51 |    |
| 6. | 3     | Quách Thị Lan    | Vietnám (VIE)          | 0,188      | 56,78 |    |
| 7. | 9     | Linda Olivieri   | Olaszország (ITA)      | 0,120      | 57,03 |    |
| 8. | 2     | Amalie Iuel      | Norvégia (NOR)         | 0,121      | 57,61 |    |

2. elődöntő
| H  | Pálya | Név                | Nemzet                        | Reakcióidő | E     | Mj    |
| -- | ----- | ------------------ | ----------------------------- | ---------- | ----- | ----- |
| 1. | 5     | Sydney McLaughlin  | Egyesült Államok (USA)        | 0,204      | 53,03 | Q     |
| 2. | 4     | Gianna Woodruff    | Panama (PAN)                  | 0,207      | 54,22 | Q, AR |
| 3. | 6     | Anna Rizsikova     | Ukrajna (UKR)                 | 0,162      | 54,23 | q     |
| 4. | 3     | Zurian Hechavarría | Kuba (CUB)                    | 0,167      | 55,21 |       |
| 5. | 9     | Joanna Linkiewicz  | Lengyelország (POL)           | 0,157      | 55,67 |       |
| 6. | 2     | Emma Zapletalová   | Szlovákia (SVK)               | 0,136      | 55,79 |       |
| 7. | 8     | Wenda Nel          | Dél-afrikai Köztársaság (RSA) | 0,189      | 56,35 |       |
| 8. | 7     | Tia-Adana Belle    | Barbados (BAR)                | 0,146      | 59,26 |       |

3. elődöntő
| H  | Pálya | Név                 | Nemzet                 | Reakcióidő | E       | Mj      |
| -- | ----- | ------------------- | ---------------------- | ---------- | ------- | ------- |
| 1. | 5     | Femke Bol           | Hollandia (NED)        | 0,215      | 53,91   | Q       |
| 2. | 8     | Anna Cockrell       | Egyesült Államok (USA) | 0,174      | 54,17   | Q       |
| 3. | 7     | Viktorija Tkacsuk   | Ukrajna (UKR)          | 0,224      | 54,25   | q       |
| 4. | 6     | Lea Sprunger        | Svájc (SUI)            | 0,140      | 55,12   |         |
| 5. | 2     | Yadisleidy Pedroso  | Olaszország (ITA)      | 0,181      | 55,80   |         |
| 6. | 4     | Melissa González    | Kolumbia (COL)         | 0,191      | 57,47   |         |
| 7. | 3     | Jessica Turner      | Nagy-Britannia (GBR)   | 0,185      | 1:00,36 |         |
| —  | 9     | Sara Slott Petersen | Dánia (DEN)            | 0,165      | DQ      | TR 22.6 |

### Döntő
| H     | Pálya | Név               | Nemzet                 | Reakcióidő | E     | Mj        |
| ----- | ----- | ----------------- | ---------------------- | ---------- | ----- | --------- |
| Arany | 4     | Sydney McLaughlin | Egyesült Államok (USA) | 0,163      | 51,46 | WR        |
| Ezüst | 7     | Dalilah Muhammad  | Egyesült Államok (USA) | 0,200      | 51,58 | PB        |
| Bronz | 5     | Femke Bol         | Hollandia (NED)        | 0,165      | 52,03 | AR        |
| 4.    | 6     | Janieve Russell   | Jamaica (JAM)          | 0,136      | 53,08 | PB        |
| 5.    | 2     | Anna Rizsikova    | Ukrajna (UKR)          | 0,177      | 53,48 |           |
| 6.    | 3     | Viktorija Tkacsuk | Ukrajna (UKR)          | 0,206      | 53,79 | PB        |
| 7.    | 9     | Gianna Woodruff   | Panama (PAN)           | 0,235      | 55,84 |           |
| —     | 8     | Anna Cockrell     | Egyesült Államok (USA) | 0,167      | DQ    | TR 17.3.1 |